# 船長

船長的肩章

船長（英語：Sea captain）是船舶上擁有航行執照中最高階的航海指揮官。船長的職責在於維護全船的安全及有效的運作，包括乘載貨物的管理維護、航行、船員管理以及確保船舶符合港口國及國際公約之規定，和船籍國與船東（航商）的政策。军用船隻（如軍艦及海巡船艦）的船長通常稱為「艦長」。
船長負有在船舶發生事故或是旅客、船員發生事故（生病、受傷或死亡）時，提出書面報告及提供有關案件的說明與證明的責任及對其負責。
不同於車輛上的司機及飛機上的机长，中大型船舶的船長通常只會作出指揮而不會直接操控船隻，實際操控工作由舵工及船副負責，商船船長僅在靠離碼頭於駕駛台甲板操縱船舶以維持所需要的操作精準度，並且避免傳令指揮的誤差造成船舶損害。如果船舶設有三副，則船長不執行站更（stand watch）。

## 權力
在海上航行期間，船長能代表某些官方機構，如公證人或警察，並使用該等機構的權力。在某些特定情況下，如船員譁變或者海盜襲擊，船長有權使用致命武力以捍衛國家法律、船東、環境、貨主、船員、旅客的利益和航行安全。在船上沒有其他官方機構的權力凌駕於船長。船長可命令和管理所有船舶上的人員。船上所有船員和乘客必須在符合相關國際公約、船籍國法令及船東規定下服從船長的指揮。

## 職責
船長需確保其船隻上的人員遵守移民和海關法規，負責提供完整準確的航海日誌、報告、報表和文件，確保遵守根據國際海事組織因該船隻需要而訂下的安全計劃。該計劃闡述了每個人的職務，包括進行搜查和檢查，維護有限的空間，並響應來自恐怖分子，劫機者，海盜，偷渡者的威脅。該安全計劃還包括其他主題，如難民和尋求庇護者，應付走私和破壞分子。最後，船長負責解決任何醫療問題，為受影響的乘客和船員提供醫療照顧，與岸上醫務人員盡可能的合作，並在必要時撤離那些需要更多援助的乘客和船員。
船長確保該船舶符合當地和國際法律以及公司的政策。船長是最終負責方面的操作，如安全航行的船舶，其清潔和適航性，安全處理所有貨物，管理的所有人員，庫存船舶的現金和商店，維護船舶的證書和文件。如果船上沒有司庫，船長負責船舶的會計。這包括確保有足夠數量的現金在船上，協調船舶的薪金（包括繪製及墊款），和管理船舶的污油排放量。

## 執照
商船船長與其他須執照方能執業之(甲級)船員一樣，必須持有船籍國所頒之有效的船長執照或證書，並符合1978年航海人員訓練、發證及當值標準國際公約(STCW 1978)2010年修正案規定，方能於商船進行服務。
各類執照大略以指定可操作水域以及船舶的總噸位為區分，總噸位一般以3000總噸及500總噸為分界；操作水域則分為國內航線(或稱近海航行，Coast Wise)及國際航線(或稱遠洋航行，Ocean Going)為區別。持有商船航行執照或證書(3000總噸以上)則允許其操作所有水域及總噸位的船舶(動力小船除外)。
以美國為例，持無限制執照的船長可以在任何水域操作任何船隻。有限制執照的例子包括美國海岸防衛隊大湖區，內陸水域和沿海水域附近發出的牌照。要考取無限制執照，申請人可能需要幾年三副，二副，和大副的航海經驗。

## 歷史
船長一詞來自拉丁語過程中使用舊的羅馬帝國時代的Magister Navis，即指定為船上最高權威的貴族（patrizio）。

## 大眾文化中的船長
童話故事中，不少海盜船長是，手帶鐵，如《小飛俠》中的船長。其他著名海盜船長有系列电影《加勒比海盗》中的杰克船长。

## 參看
- 海員
- 舵手
- 大副